# Glipizide
Glipizide, được bán dưới tên thương mại Glucotrol và các nhãn khác, là một loại thuốc chống tiểu đường thuộc nhóm sulfonylurea dùng để điều trị bệnh tiểu đường loại 2. Nó được sử dụng cùng với chế độ ăn kiêng cho bệnh nhân tiểu đường. Nó không được chỉ định để sử dụng trong bệnh tiểu đường loại 1. Nó được uống bằng miệng. Các hiệu ứng thường bắt đầu trong vòng nửa giờ và có thể kéo dài đến một ngày.
Các tác dụng phụ thường gặp bao gồm buồn nôn, tiêu chảy, lượng đường trong máu thấp và đau đầu. Các tác dụng phụ khác bao gồm buồn ngủ, phát ban da và run rẩy. Liều có thể cần phải được điều chỉnh ở những người bị bệnh gan hoặc thận. Sử dụng trong khi mang thai hoặc cho con bú không được khuyến khích. Nó hoạt động bằng cách kích thích tuyến tụy giải phóng insulin và tăng độ nhạy cảm của mô với insulin.
Glipizide đã được chấp thuận cho sử dụng y tế tại Hoa Kỳ vào năm 1984. Nó có sẵn như là một loại thuốc gốc. Tại Hoa Kỳ, chi phí bán buôn cho mỗi liều ít hơn 0,05 USD vào năm 2018. Tại Vương quốc Anh, chi phí NHS thấp hơn 0,05 pound mỗi liều vào năm 2018. Năm 2016, đây là loại thuốc được kê đơn nhiều thứ 44 tại Hoa Kỳ với hơn 17 triệu đơn thuốc.

## Cơ chế hoạt động
Glipizide làm nhạy cảm các tế bào beta của đảo tụy của phản ứng insulin Langerhans, có nghĩa là nhiều insulin được giải phóng để đáp ứng với glucose hơn là không có khi uống glipizide. Glipizide hoạt động bằng cách ngăn chặn một phần các kênh kali trong số các tế bào beta của đảo tụy Langerhans. Bằng cách ngăn chặn các kênh kali, tế bào khử cực, dẫn đến việc mở các kênh calci bị kiểm soát điện áp. Dòng chất calci sau đó khuyến khích giải phóng insulin từ các tế bào beta.

## Lịch sử
Nó được cấp bằng sáng chế vào năm 1969 và được chấp thuận cho sử dụng y tế vào năm 1971. Glipizide đã được chấp thuận cho sử dụng trong y tế tại Hoa Kỳ vào năm 1984.